# Carlo Visintin
Carlo Visintin (Lubiana, 1º gennaio 1920 – ...) è stato un calciatore e allenatore di calcio italiano, di ruolo portiere.

## Carriera
Ha disputato 14 incontri nel campionato di Serie A 1951-1952 difendendo la porta del Como, alternandosi fra i pali con Franco Cardani.